# Андерсен, Марианне
Марианне Андерсен (норв. Marianne Andersen; род. 26 марта 1980, Драммен, Норвегия) — норвежская ориентировщица, призёр чемпионатов мира и Европы по спортивному ориентированию.
Марианне выиграла 17 медалей на чемпионатах мира и Европы. Двадцать раз поднималась на высшую ступень пьедестала на чемпионатах Норвегии. 
С 2011 по 2015 год Андерсен не выступала на соревнованиях, в основном это было связано с травмой. В 2016 году продолжила карьеру, выиграв снова национальный чемпионат и завоевав место в составе сборной на Чемпионате мира. В 2017 году на Чемпионате мира заняла второе место на средней дистанции, положа тем самым очередную медаль в свою копилку. Это была её первая медаль после большого перерыва.
Имеет самый большой тренировочный объём (900 часов в год) среди всех ориентировщиков. Любит тренироваться рано утром, начиная тренировку раньше 7 утра. Самостоятельно учит финский язык.